# Patricio Bustamante
Patricio Gabriel Bustamante Díaz es un investigador en arqueoastronomía chileno que está de acuerdo que la estructura incaica del Cerro de Chena como huaca.[cita requerida] Sus áreas de dedicación son arte rupestre, incas y etnohistoria.

## Desarrollo
Hay antecedentes de un intercambio desarrollado entre Patricio Bustamante, investigador en arqueoastronomía, que estudió el sitio de Cuz Cuz entre otros, exmiembro del desaparecido Grupo Intijalsu, y Rubén Stehberg, arqueólogo de la Universidad de Chile, autoridad en la materia de la ocupación inca en el Collasuyu, en torno al simbolismo y función del pucará del cerro Chena. Patricio Bustamante difunde investigaciones efectuadas por arqueólogos que indican que la instalación de Chena sería también una huaca y no únicamente un pucará, dadas las características de los restos arqueológicos encontrados y las correspondencias astronómicas que tendría en su opinión el recinto en cuestión. Stehberg, que es el primero en estudiar sistemáticamente las instalaciones de Chena, planteó en su tesis de licenciatura (1973) que los restos además correspondían a una fortaleza defensiva relacionada con la expansión militar del imperio y posteriormente difundió sus características simbólicas correlacionándolas con trabajos científicos de otros lugares del Tawantinsuyo. 
Actualmente apoya la investigación de un arqueólogo "Arte rupestre en la zona de la Cuenca del río Saldo (II región Chile): Período Intermedio Tardío"
Es el Principal exponente de la arqueología esotérica en Chile

## Trabajos
- ¿Arte? Rupestre, Análisis de la eficacia de un concepto actualmente en uso[2]
- Relevamiento de sitio arqueológico de Cuz Cuz, IV Región, Chile: Descripción de una experiencia. Parte I. Relevamiento y rescate de los diseños[3]
- Entorno: obras rupestres, paisaje y astronomía en El Choapa, Chile[4]
- Hierofanía y pareidolia como propuestas de explicación parcial, a la sacralización de ciertos sitios, por algunas culturas precolombinas de Chile[5]